# ديبي (مغنية)
ديبي (بالهولندية: Debbie)‏ هي مغنية هولندية، ولدت في 20 يوليو 1954 في هارلم في هولندا.

## وصلات خارجية
- ديبي على موقع ميوزك برينز (الإنجليزية)
- ديبي على موقع ديسكوغز (الإنجليزية)